# If I Stay
If I Stay (en español Si decido quedarme) es una novela juvenil  publicada en 2009 por la escritora estadounidense Gayle Forman. Cuenta la historia de Mia Hall, una chica de 17 años que sufre un accidente automovilístico, en el cual su familia muere. Ella queda en coma, pero puede percibir lo que sucede a su alrededor. La novela fue llevada al cine en 2014.

## Argumento
Mía tiene diecisiete años, un hermano pequeño de ocho, un padre músico y el don de tocar el violonchelo como los ángeles. Muy pronto se examinará para entrar en la prestigiosa escuela Julliard, en Nueva York, y, si la admiten, deberá dejarlo todo: su ciudad, su familia, su novio y sus amigas. Aunque el violonchelo es su pasión, la decisión le inquieta desde hace semanas. Una mañana de febrero, la ciudad se levanta con un manto de nieve y las escuelas cierran. La joven y su familia aprovechan el asueto inesperado para salir de excursión por la tarde. Es un día perfecto, están relajados, escuchando música y charlando. Pero en un instante todo cambia, el auto choca. Deja a Mía y al resto de su familia malherida en la cama de un hospital. Mientras el cuerpo de Mía se debate entre la vida y la muerte, la joven ha de elegir si desea seguir adelante o dejar de luchar.
La historia está contada en flashbacks y relata toda su vida. Los flashbacks te ayudan a conocer más sobre su vida.
- Datos: Q3482843